# Кульчик, Ян
Ян Ежи Кульчик (пол. Jan Jerzy Kulczyk; 24 июня 1950, Быдгощ — 29 июля 2015, Вена) — польский предприниматель, глава фирмы «Kulczyk Holding» и международной компании «Kulczyk Investment House», миллиардер.

## Биография
Окончил Университет имени Адама Мицкевича в Познани и Высшую экономическую школу в Познани. Доктор международного права (1975), в течение двух лет научный работник Западного института Польской АН в Познани. В 1981 году основал «Interkulpol» — одну из первых иностранных компаний в Польской Народной Республике. В 1998 получил Кавалерский крест Ордена Возрождения Польши. С 2007 года — президент Международного Зелёного Креста.
Его бывшей жене Гражине Кульчик принадлежит центр торговли и искусства «Stary Browar» в Познани. Их дочь Доминика Кульчик-Любомирская (бывшая жена князя Любомирского) — инициаторша и председатель «Kulczyk Foundation», с 2013 года — вице-президент Польского олимпийского комитета.
Умер 29 июля 2015 года в венской больнице в результате осложнений после операции на сердце.

## Награды
- Кавалер Рыцарского креста ордена Возрождения Польши (1998)[3]
- Кавалер Офицерского креста ордена Возрождения Польши (2015)[4]